# Ra's Lanuf Airport
Ra's Lanuf Airport är en flygplats i Libyen. Den ligger i den centrala delen av landet, 600 km sydost om huvudstaden Tripoli. Ra's Lanuf Airport ligger 8 meter över havet.
Terrängen runt Ra's Lanuf Airport är platt. Havet är nära Ra's Lanuf Airport åt nordost. Runt Ra's Lanuf Airport är det mycket glesbefolkat, med 3 invånare per kvadratkilometer. Trakten runt Ra's Lanuf Airport är ofruktbar med lite eller ingen växtlighet.